# 外務省 (インド)
外務省（がいむしょう、ヒンディー語: विदेश मंत्रालय、英語: Ministry of External Affairs、略称：MEA）は、インドの行政機関の一つである。 インド政府のもとで外交政策など対外関係事務を所掌し、他省庁や州政府が外国の政府機関と交渉する際には助言を行う。 

## 組織

### 地域担当局
- AMS局

カナダ、アメリカ
- BM局

バングラデシュ、ミャンマー
- 中欧局

アルバニア、オーストリア、ボスニア・ヘルツェゴビナ、ブルガリア、クロアチア、キプロス、チェコ、デンマーク、エストニア、フィンランド、ギリシャ、バチカン、ハンガリー、アイスランド、ラトビア、リヒテンシュタイン、リトアニア、マケドニア、マルタ、モルドバ、モンテネグロ、ノルウェー、ポーランド、 ルーマニア、セルビア、スロバキア、スロベニア、スウェーデン、スイス、トルコ
- 中央・西アフリカ局

アンゴラ、ベナン、ブルキナファソ、カメルーン、中央アフリカ、チャド、カーボベルデ、コンゴ民主共和国、赤道ギニア、ガンビア、ガーナ、ギニア・ビサウ、ギニア、リベリア、ガボン、コートジボワール、マリ、モーリタニア、ナイジェリア、ニジェール、コンゴ共和国、シエラレオネ、セネガル、サントメ・プリンシペ、トーゴ、CEMAC、ECCAS、ECOWAS、TEAM9、WAEMU
- 東アジア局

中国、朝鮮民主主義人民共和国、日本、モンゴル、韓国
- 東・南アフリカ局

ボツワナ、ブルンジ、エチオピア、エリトリア、ケニア、レソト、マダガスカル、マラウイ、モザンビーク、ナミビア、ルワンダ、南アフリカ、スワジランド、タンザニア、ウガンダ、ザンビア、ジンバブエ、アフリカ連合、東アフリカ共同体、COMESA
- ユーラシア局

ロシア、アルメニア、アゼルバイジャン、ベラルーシ、ジョージア、カザフスタン、キルギス、タジキスタン、トルクメニスタン、ウクライナ、ウズベキスタン
- 西欧局

アンドラ、ベルギー、フランス、ドイツ、アイルランド、イタリア、ルクセンブルク、モナコ、オランダ、ポルトガル、サンマリノ、スペイン、イギリス、欧州連合
- Gulf局

バーレーン、イラク、クウェート、オマーン、カタール、サウジアラビア、イエメン、アラブ首長国連邦、湾岸協力会議、イスラム協力機構
- インド洋地域局

モルディブ、モーリシャス、セーシェル、スリランカ
- LAC局

ラテンアメリカ諸国
- 北部局

ネパール、ブータン
- PAI局

パキスタン、アフガニスタン、イラン
- 南部局

オーストラリア、ブルネイ、カンボジア、東ティモール、フィジー、インドネシア、ラオス、マレーシア、ニュージーランド、太平洋諸島、パプアニューギニア、フィリピン、シンガポール、タイ、ベトナム
- 西アジア・北アフリカ局

アルジェリア、ジブチ、エジプト、イスラエル、リビア、レバノン、モロッコ、シリア、パレスチナ、スーダン、南スーダン、ソマリア、ヨルダン、チュニジア

### 地方支局
- ハイデラバード支局
- チェンナイ支局
- コルカタ支局
- ゴウハティ支局
- ムンバイ支局

## 幹部
政治任用される大臣と閣外大臣のもとに、外務次官（Foreign Secretary）、担当分野ごとの事務次官（Secretary）4名と副次官（Additional Secretary）10名が置かれている。さらにその下に次官補（Joint Secretary）が複数名置かれており、各内部部局を担当し統括する責務を負っている。
| 役職名           | 役職名                                    | 氏名                             |
|                  | 担当                                      | 氏名                             |
| ---------------- | ----------------------------------------- | -------------------------------- |
| 外務大臣         | 外務大臣                                  | スブラマニヤム・ジャイシャンカル |
| 外務担当閣外大臣 | 外務担当閣外大臣                          | Ｖ．ムラリーダラン               |
| 外務次官         | 外務次官                                  | ビジャイ・ゴーカレ               |
| 事務次官 （4名） | 西方担当                                  | A. Gitesh Sarma                  |
| 事務次官 （4名） | 東方担当                                  | Vijay Thakur Singh               |
| 事務次官 （4名） | 経済担当                                  | T.S.Tirumurti                    |
| 事務次官 （4名） | 領事・パスポート・ビザ および在外インド人 | Sanjiv Arora                     |
| 副次官 （10名）  |                                           | （省略）                         |
| 次官補 （50名）  |                                           | （省略）                         |